# Галаксея
Галаксея (Galaxea) — рід мадреподових коралів родини Oculinidae. Рід досить поширений на рифах в Індо-Тихоокеанському регіоні і в Червоному морі. Мешкають у воді на глибині до 20 метрів.

## Класифікація
Рід містить 7 видів:
- Galaxea acrhelia Veron, 2002
- Galaxea alta Nemenzo, 1980
- Galaxea astreata (Lamarck, 1816)
- Galaxea cryptoramosa Fenner & Veron, 2002
- Galaxea fascicularis (Linnaeus, 1767)
- Galaxea longisepta Fenner & Veron, 2002
- Galaxea paucisepta Claereboudt, 1990